# Бандитела (Перуђа)
Бандитела је насеље у Италији у округу Перуђа, региону Умбрија.
Према процени из 2011. у насељу је живело 55 становника. Насеље се налази на надморској висини од 264 м.